# Маркес Бустильос, Викторино
Викторино Маркес Бустильос (исп. Victorino Márquez Bustillos; 2 ноября 1858, Гуанаре, Венесуэла — 10 января 1941, Каракас, Венесуэла) — венесуэльский юрист и государственный деятель, президент Венесуэлы (1914—1922).

## Биография
Родился в семье Викторино Маркеса и Вирджинии Бустильос.
В 1877—1887 годах — директор газеты El Trujillano, в 1890 году был избран депутатам парламента. В 1892 году, несмотря на то, что он являлся временным председателем парламента и двоюродным братом недавно свергнутого президента Раймундо Андуэсы Паласио, в ходе Гражданской войны в Венесуэле присоединился к революционным силам Хоакина Креспо, который в 1893 году назначил его бригадным генералом. С 1902 по 1904 год являлся секретарём правительства штата Трухильо, в 1904—1906 годах был членом Государственного собрания. В 1909 году — секретарём правительства штата Сулия.
- 1910—1914 гг. — сенатор от штата Трухильо,
- 1911—1912 гг. — губернатор Федерального округа,
- 1913—1914 гг. — военный и морской министр.

В апреле 1914 года Хуан Висенте Гомес был переизбран президентом, но решил не вступать в должность главы государства, оставаясь в Маракае в качестве главнокомандующего национальной армии. В этих обстоятельствах на семилетний срок временным президентом был утверждён Маркес Бустильо. В результате страна оказалась в уникальной ситуации, имея двух глав государства: Викторино Маркеса Бустильоса в качестве временного президента, который управлял из дворца Мирафлорес, и Хуана Висенте Гомеса, избранного президента, с резиденцией в Маракае. В течение этого времени временный президент был полностью подконтролен Гомесу. Его отставка произошла в 1921 году на фоне политических интриг против него во время болезни Гомеса в конце 1921 года.
В 1924 году он был выдвинут на должность дипломатического представителя при Святом Престоле, но личные проблемы не позволили ему вручить верительные грамоты. В 1935 году политик был назначен государственным секретарем в администрации президента Элеасара Лопеса Контрераса, но под давлением антигомесистских кругов через несколько месяцев был вынужден уйти в отставку. В преддверии президентских выборов 1940 года он вызван Лопесом Контрерасом, который предложил ему стать кандидатом в президенты, но венесуэльцы не захотели видеть на этом посту политика эпохи Хуана Гомеса и официальным кандидатом стал министр сельского хозяйства Исайас Медина Ангарита.
Действительный член Академии политических наук Венесуэлы (1938).
В 1941 году он принял решение об уходе из политической жизни и вскоре скончался.